# Monteagudo de las Salinas
Pour les articles homonymes, voir Monteagudo.
Monteagudo de las Salinas est une commune d'Espagne, dans la province de Cuenca, communauté autonome de Castille-La Manche. C'est un petit village situé à une quarantaine de kilomètres de la ville historique de Cuenca avec peu d'habitants mais avec un grand espace. Les ruines du château dominent le village et les alentours. La plus vieille ruine est cependant le molino obispo qui date du XIe siècle.
L'endroit est particulièrement bien situé pour la pratique du vélo tout-terrain (mountain bike).